# Pexopsis lindneri
Pexopsis lindneri är en tvåvingeart som beskrevs av Louis-Paul Mesnil 1959. Pexopsis lindneri ingår i släktet Pexopsis och familjen parasitflugor. Inga underarter finns listade i Catalogue of Life.